# Qualificazioni al campionato europeo femminile di calcio 2013 - Fase a gironi, gruppo 4
Le qualificazioni al campionato europeo femminile di calcio 2013 vennero giocate, nel gruppo 4, da cinque nazionali: Francia, Galles, Irlanda, Israele e Scozia. Le cinque squadre si affrontarono in un girone all'italiana con partite di andata e ritorno, per un totale di otto partite. La squadra prima classificata si qualificava direttamente alla fase finale del torneo, mentre la seconda classificata si qualifica direttamente alla fase finale solo se era la migliore seconda dei sette gruppi di qualificazione, altrimenti accedeva ai play-off qualificazione.

## Classifica finale
| Pos | Squadra | Pt | G | V | N | P | GF | GS | DR  |
| --- | ------- | -- | - | - | - | - | -- | -- | --- |
| 1.  | Francia | 24 | 8 | 8 | 0 | 0 | 32 | 2  | +30 |
| 2.  | Scozia  | 16 | 8 | 5 | 1 | 2 | 21 | 12 | +9  |
| 3.  | Galles  | 10 | 8 | 3 | 1 | 4 | 12 | 14 | -2  |
| 4.  | Irlanda | 9  | 8 | 3 | 0 | 5 | 8  | 11 | -3  |
| 5.  | Israele | 0  | 8 | 0 | 0 | 8 | 1  | 35 | -34 |

## Risultati
Tutti gli orari sono CEST (UTC+2) per le date dal 27 marzo al 23 ottobre 2011 e tra il 25 marzo e il 28 ottobre 2012, per le altre date sono CET (UTC+1).
| Arbitro: | Carina Vitulano |

|  |           |                                                            |
|  | Marcatori | 5’ (aut.) Eni 62’ Franco 71’ Abily 86’ Le Sommer 87’ Delie |

| Arbitro: | Marina Mamaeva |

|  |           |                        |
|  | Marcatori | 27’, 70’ D. O'Sullivan |

| Arbitro: | Simona Ghisletta |

|                |           |                                   |
| O'Gorman 90+2’ | Marcatori | 62’ Nécib 69’ Delie 74’ Le Sommer |

| Arbitro: | Ausra Kance |

|          |           |                                                                 |
| Lavi 35’ | Marcatori | 5’ Ross 9’ Beattie 48’, 57’ Little 69’ Lauder 72’ (aut.) Ravitz |

| Arbitro: | Petra Chudá |

|                             |           |  |
| D. O'Sullivan 74’ Grant 87’ | Marcatori |  |

| Arbitro: | Anastasija Pustovojtova |

|           |           |                                         |
| Ludlow 2’ | Marcatori | 43’, 74’ Thiney 67’ Le Sommer 85’ Delie |

| Arbitro: | Lina Lehtovaara |

|                                                     |           |  |
| Thiney 15’, 37’, 38’ Bompastor 22’ (rig.) Rubio 90’ | Marcatori |  |

| Arbitro: | Tanja Schett |

|                      |           |                   |
| Ross 19’ Beattie 44’ | Marcatori | 4’ Lea 26’ Lander |

| Arbitro: | Caroline De Boeck |

|  |           |                     |
|  | Marcatori | 8’ Lander 88’ Ingle |

| Arbitro: | Jana Adámková |

|                             |           |  |
| Dieke 64’ (aut.) Renard 70’ | Marcatori |  |

| Arbitro: | Pernilla Larsson |

|                               |           |  |
| Thomis 9’, 38’, 50’ Abily 80’ | Marcatori |  |

| Arbitro: | Katalin Kulcsár |

|                      |           |                  |
| Jones 86’ Murray 87’ | Marcatori | 4’ D. O'Sullivan |

| Arbitro: | Pernilla Larsson |

|                                                                          |           |  |
| Lauder 1’ Little 6’, 25’, 44’ Sneddon 9’ Love 15’ J. Ross 28’ Corsie 83’ | Marcatori |  |

| Arbitro: | Sofia Karagiorgi |

|  |           |            |
|  | Marcatori | 71’ Lander |

| Arbitro: | Karolina Radzik-Johan |

|                                                    |           |  |
| Harding 3’, 28’, 36’ Wiltshire 50’ Keryakoplis 72’ | Marcatori |  |

| Arbitro: | Teodora Albon |

|  |           |            |
|  | Marcatori | 25’ Corsie |

| Arbitro: | Jenny Palmqvist |

|            |           |                     |
| Lander 38’ | Marcatori | 45’ Love 68’ Little |

| Arbitro: | Mihaela Gurdon Basimamović |

|                                        |           |  |
| Thomis 8’ Le Sommer 13’, 43’ Morel 86’ | Marcatori |  |

| Arbitro: | Paloma Quintero Siles |

|  |           |                            |
|  | Marcatori | 65’ O'Sullivan 67’ Russell |

| Arbitro: | Silvia Tea Spinelli |

|  |           |                                             |
|  | Marcatori | 17’, 72’ Delie 34’, 66’ Le Sommer 64’ Nécib |

## Statistiche

### Classifica marcatrici
7 reti
- Eugénie Le Sommer

6 reti
- Kim Little

5 reti
- Marie-Laure Delie
- Gaëtane Thiney

4 reti
- Élodie Thomis

- Denise O'Sullivan

- Helen Lander

3 reti
- Jane Ross
- Natasha Harding

2 reti
- Camille Abily
- Louisa Nécib

- Jennifer Beattie
- Rachel Corsie

- Hayley Lauder
- Joanne Love

1 rete
- Sonia Bompastor (1 rig.)
- Corine Franco
- Julie Morel
- Wendie Renard
- Léa Rubio
- Fiona O'Sullivan

- Moran Lavi
- Rhonda Jones
- Christie Murray
- Megan Sneddon
- Ciara Grant
- Áine O'Gorman

- Julie-Ann Russell
- Sophie Ingle
- Hannah Keryakoplis
- Amie Lea
- Jayne Ludlow
- Sarah Wiltshire

1 autorete
- Oshrat Eni (a favore della Francia)

- Michal Ravitz (a favore della Scozia)

- Ifeoma Dieke (a favore della Francia)